# Sturmtiger
Tiger-Mörser, 38 cm RW61 auf Sturm (panzer) mörser Tiger, także Sturmmörser Tiger, bardziej znany jako Sturmtiger lub Sturmpanzer VI – niemiecka ciężka samobieżna artyleria rakietowa z okresu II wojny światowej zbudowane na podwoziu czołgu Panzerkampfwagen VI Tiger, uzbrojone w specjalny moździerz rakietowy 38cm SturmMörser RW61 L/5.4. Zaprojektowany został jako pojazd wsparcia piechoty w czasie walk ulicznych. Zbudowano zaledwie 18 pojazdów tego typu, wszystkie z nich powstały jako modyfikacja uszkodzonych w boju Tigerów.

## Historia projektu
Pomysł na nowy pojazd wsparcia piechoty, będący w stanie zniszczyć bronione budynki lub umocnienia jednym strzałem, zrodził się w czasie bitwy o Stalingrad w 1942. W tym czasie najcięższym działem pancernym na uzbrojeniu Wehrmachtu był Sturminfanteriegeschütz 33B, odmiana Sturmgeschütz III uzbrojona w ciężkie działo piechoty 150 mm – 12 z nich zostało zniszczonych w Stalingradzie.
Jego następca Sturmpanzer IV Brummbär wszedł do produkcji na początku 1943, niemniej Wehrmacht nadal widział potrzebę podobnego, ale ciężej uzbrojonego i opancerzonego pojazdu. Zdecydowano więc zbudować nową konstrukcję opartą na podwoziu czołgu Tygrys i uzbrojoną w haubicę 210 mm.
Okazało się jednak, że w tym czasie broń ta była niedostępna i została zastąpiona przez wyrzutnię moździerzowo-rakietową o kalibrze 380 mm, która powstała po zmodyfikowaniu wyrzutni bomb głębinowych używanej przez Kriegsmarine.
Pierwszy prototyp powstał w październiku 1943. W tym samym miesiącu na poligonie Orzysz (niem. Arys) został zaprezentowany Hitlerowi. Po długotrwałych testach Hitler zaaprobował jego produkcję w kwietniu 1944. Pomiędzy sierpniem a wrześniem tego roku zbudowano 18 Sturmtigerów. Do ich konstrukcji używano wyłącznie Tygrysów uszkodzonych w czasie walk, a nie nowych pojazdów.

## Konstrukcja
Sturmtiger bazował na późnym modelu Tygrysa, zachowując jego podwozie i układ napędowy. Zmieniono przednią część kadłuba, gdzie zostało zamontowane nowe uzbrojenie. W porównaniu z normalnym Tygrysem, Sturmtiger był znacznie krótszy – Tygrys miał 8,45 m długości, a Sturmtiger 6,28 m, głównie dlatego, że nie miał on armaty wystającej daleko za kadłub. Był także trochę niższy – 2,85 m w porównaniu z 3 m wysokości Tygrysa.

### Opancerzenie
Ponieważ Sturmtigery miały brać udział w walkach ulicznych, w bezpośredniej styczności z nieprzyjacielem, musiały być one bardzo grubo opancerzone, aby mieć szansę na przetrwanie. Jego przednie opancerzenie miało 150 mm grubości, a boczne 80 mm grubości. W porównaniu z normalnym Tygrysem pojazd ten był o 11 ton cięższy.

### Uzbrojenie

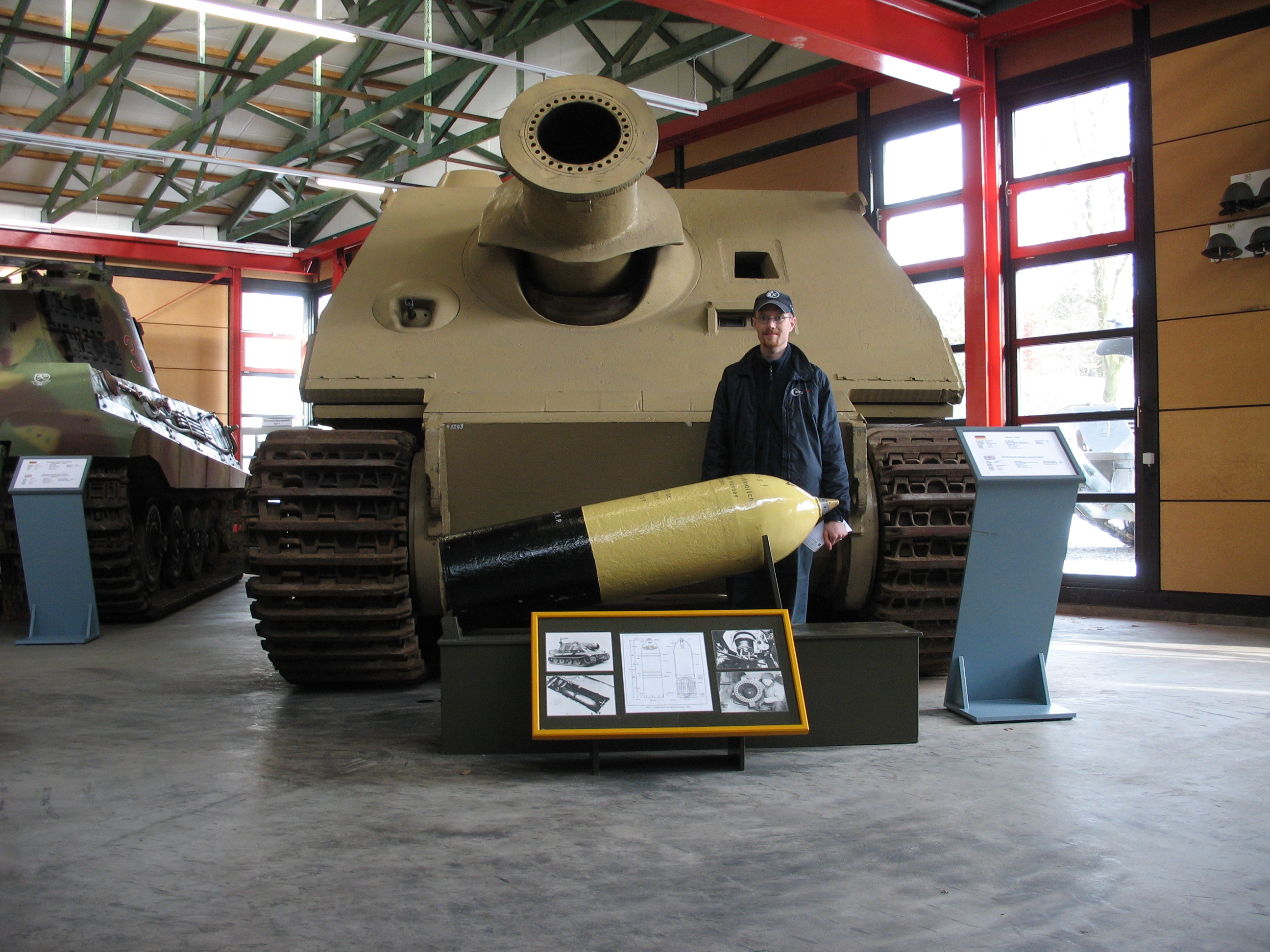
Sturmtiger wraz z pociskiem

Główne uzbrojenie pojazdu stanowił 380 mm Raketenwerfer 61 L/5.4, wyrzutnia rakietowa/moździerz ładowana odtylcowo, która wystrzeliwała naboje z napędem rakietowym na niewielkie odległości. Pociski miały około 1,5 m długości i zawierały ładunek wybuchowy o wadze 125 kg lub ładunek kumulacyjny do niszczenia fortyfikacji, będący w stanie spenetrować 2,5 m żelazobetonu.
Zasięg tej broni wynosił około 5600 metrów. Cały nabój ważył pomiędzy 345 a 350 kg. Wyrzucany był z lufy jak normalny granat moździerzowy z prędkością 45 m/s, a jeszcze w lufie włączał się dodatkowy silnik rakietowy, który przyspieszał pocisk do prędkości około 250 m/s.
Takie rozwiązanie tworzyło pewne problemy, gorące gazy z silnika rakietowego nie mogły oczywiście być wpuszczane do przedziału bojowego, gdzie znajdowała się załoga, a lufa nie byłaby w stanie wytrzymać spowodowanego przez nie ciśnienia, jeżeli nie byłyby one w jakiś sposób odprowadzone. Aby rozwiązać ten problem, przy nasadzie lufy dodano szereg specjalnych kanałów wentylacyjnych, których zadaniem było odprowadzenie gorących gazów, nadając jej charakterystyczny kształt.
Zapas amunicji wynosił tylko 14 nabojów – z powodu ich dużej wielkości i ciężaru. Jeden pocisk był od razu ładowany do lufy, drugi znajdował się na ładowniku, a reszta w specjalnych stojakach amunicyjnych. Aby pomóc z ładowaniem amunicji, z tyłu pojazdu umieszczono niewielki dźwig, ale nawet przy jego pomocy do załadowania amunicji potrzebna była cała pięcioosobowa załoga.
W tylnej części pojazdu znajdował się także 90 mm NbK 39 Nahverteidigungswaffe (broń bliskiej obrony) który używany był do obrony przed piechotą znajdująca się w bezpośredniej bliskości pojazdu, był to granatnik operowany z wewnątrz pojazdu, który mógł być wycelowany w dowolną stronę. Dodatkowo z przodu Sturmtigera znajdował się jeszcze karabin maszynowy MG34.

## Zastosowanie bojowe
Sturmtigery powstały jako broń wsparcia piechoty do użycia w walkach ulicznych lub przy atakach na grubo opancerzone schrony bojowe, ale w czasie kiedy weszły one do służby sytuacja na froncie zmieniła się bardzo niekorzystnie z punktu widzenia Niemców, z wojskami Wehrmachtu znajdującymi się niemalże wyłącznie w obronie.
Nowe pojazdy zostały sformowane w trzy kompanie Sturmtiger:
Panzer Sturmmörser Kompanien (PzStuMrKp) 1000, 1001 i 1002. Oryginalnie miały być wyposażone w 14 pojazdów, ale liczba ta została zredukowana do czterech w każdej kompanii, podzielonej na dwa plutony.
PzStuMrKp 1000 została powołana 13 sierpnia 1944 i wzięła udział w walkach powstania warszawskiego – był to jedyny znany przypadek zastosowania tych pojazdów do ich oryginalnej roli. PzStuMrKp 1001 i 1002 zostały powołane we wrześniu i październiku. PzStuMrKp 1000 i 1001 wzięły udział w czasie walk w Ardenach.
Po tej ofensywie wszystkie sturmtigery zostały użyte do obrony Niemiec wyłącznie na froncie wschodnim. Okazały się świetną bronią defensywną, bardzo trudną do zniszczenia – aby je unieszkodliwić, potrzebny był zazwyczaj atak lotniczy lub bardzo ciężkie bombardowanie artyleryjskie. Tylko kilka sturmtigerów zostało zniszczonych bezpośrednio przez nieprzyjaciela, większość z nich została porzucona przez załogi po awariach mechanicznych lub po skończeniu się paliwa.
Dwa pojazdy tego typu przetrwały II wojnę światową, jeden znajduje się w muzeum czołgów w Kubince, a drugi w Deutsches Panzermuseum w Niemczech.